# Dial M for Mother
Dial M for Mother (deutsch Wähle M für Mutter) ist ein deutscher Kurzfilm von Eli Cortiñas Hidalgo aus dem Jahr 2008. In Deutschland feierte der Film am 2. Mai 2009 bei den Internationalen Kurzfilmtagen in Oberhausen Premiere.

## Handlung
Ständiges Telefonklingeln ist zu hören und ein Mutter-Tochter-Konflikt zu sehen.

## Hintergrund
Cortiñas kombinierte für Dial M for Mother Ausschnitte der Schauspielerin Gena Rowlands aus den Filmen Eine Frau unter Einfluß (A Woman Under the Influence), Opening Night und Gloria, die Gangsterbraut (Gloria) des Regisseurs John Cassavetes und Tonbandaufnahmen von Telefongesprächen mit ihrer Mutter zu einer neuen Handlung.

## Kritiken
„Der Film befasst sich in erster Linie mit der Filmdiva Gena Rowlands und setzt ihr ein eindeutiges Denkmal. Das Konzept des Films ist durch ein diffiziles Montageverfahren in künstlerischer Hinsicht sehr hintergründig, denn es geht in der zweiten Ebene um Telefonate mit der Mutter der Regisseurin, die durch den Einsatz von Split Screens in der Verkörperung der Diva geschickt verfremdete Eindrücke hinterlässt. Das immer wieder geradezu nervige Klingeln des Telefonapparates schafft in Kombination mit Dialogfetzen eine äußerst dichte Atmosphäre.“

## Auszeichnungen
Internationale Kurzfilmtage Oberhausen 2009
- Zweiter Preis des NRW-Wettbewerbs

Bundesministerium für Bildung und Forschung
- Förderpreis für Bildende Kunst